# Tenka Hashimoto
Tenka Hashimoto 橋本 甜歌 (Hashimoto Tenka?) (Beijing, 19 novembre 1993) è un personaggio televisivo, modella, attrice e tarento giapponese.
Era in precedenza nota con il soprannome Tenchim (てんちむ?, Tenchimu). Il padre è giapponese, mentre la madre cinese.

## Attività

### Varietà
| Anno | Titolo                      | Network     |
| ---- | --------------------------- | ----------- |
| 2004 | Tensai TV-kun Max           | NHK E       |
| 2007 | Shakiin!                    | NHK E       |
| 2010 | Real no Bamen               | TV Tokyo    |
| 2011 | Vanguard Michi              | TV Tokyo    |
| 2012 | Shibuya Live! The Primeshow | WOWOW Prime |

### Drammi televisivi
| Anno | Titolo          | Network        |
| ---- | --------------- | -------------- |
| 2004 | Damned File     | NBN            |
| 2007 | Kodomo no Jijō  | TBS            |
| 2012 | The Quiz        | NTV            |
| 2015 | Aruhi, Ahirubus | NHK BS Premium |

### Other TV series
| Anno | Titolo       | Network |
| ---- | ------------ | ------- |
| 2012 | Seishun Real | NHK E   |

### Serie radiofoniche
| Anno | Titolo       | Network |
| ---- | ------------ | ------- |
| 2014 | Two Million+ | CRT     |

### Radiodramma
| Titolo          | Network | Note  |
| --------------- | ------- | ----- |
| Scrap and Build | FeBe    | [ 4 ] |

### Webserie
| Anno | Titolo                       | Sito          |
| ---- | ---------------------------- | ------------- |
| 2010 | Girl Talk Tengoku/Panya Nyan | TBS on Demand |
| 2012 | Shinikare                    | NotTV         |
| 2013 | Nagara Primeshow             | Ustream       |

### Film
| Anno | Titolo                         | Note  |
| ---- | ------------------------------ | ----- |
| 2004 | Install                        |       |
| 2013 | Ted                            |       |
| 2014 | Recently, My Sister Is Unusual |       |
| 2022 | xxxHolic                       | [ 5 ] |

### Teatro
| Anno | Titolo            |
| ---- | ----------------- |
| 2003 | Romeo e Giulietta |

### Pubblicità
| Anno | Titolo                                                | Note       |
| ---- | ----------------------------------------------------- | ---------- |
| 2001 | Takara Kid's Perso Com PuLeLa                         |            |
| 2003 | Nintendo Pokémotion                                   |            |
| 2003 | Calbee potato chips                                   |            |
| 2004 | Kodansha Nakayoshi                                    |            |
| 2010 | RecoChoku SoulJa "Hanasanaide yo feat. Thelma Aoyama" | Narrazione |

## Pubblicazioni

### Audiolibri
| Anno | Titolo                                          |
| ---- | ----------------------------------------------- |
| 2005 | Nippon Mukashibanashi –Fairy Stories– Dai 8-kan |

### Video
| Anno | Titolo                                                       | Note      |
| ---- | ------------------------------------------------------------ | --------- |
|      | Suetaka Tomu: Dajare Dai Jiten 200 Renpatsu! Sueta ka to: Mu | Ospite    |
| 2003 | Shizuka Kudō "Fu-Ji-Tsu"                                     | Videoclip |
| 2006 | Hikōkigumo                                                   |           |
| 2006 | Yomi Kikase Nippon Mukashibanashi Vol. 2                     |           |
| 2010 | Juliet "Hull Love 2"                                         | Videoclip |
| 2010 | Kohei Japan with May's "Anogoro ni Modorenai"                | Videoclip |
| 2010 | Mihiro "Sayonara no Mae ni"                                  | Videoclip |
| 2012 | Momoyo Fukuda "Dear Best Friend"                             | Videoclip |

### Libri
| Anno | Titolo              |
| ---- | ------------------- |
| 2006 | 12-sai no Yūjō-ron  |
| 2010 | Chūgakusei Shikkaku |
| 2011 | Tenchim DX          |

### Fotolibri
| Anno | Titoli                      |
| ---- | --------------------------- |
| 2005 | Jiyugata                    |
| 2006 | Yoshi.                      |
| 2014 | Kin'yōbi no Gogo to Watashi |

### Video per adulti
| Anno | Titolo                                                                  |
| ---- | ----------------------------------------------------------------------- |
| 2014 | Tenka Hashimoto Sweet 19 Song: Eiga Recently, My Sister Is Unusual Yori |

### Periodici
| Anno | Titolo      | Note                             |
| ---- | ----------- | -------------------------------- |
| 2004 | Pure2       | Volumi 25-44                     |
| 2006 | Pichi Lemon | Modella, "Onayami Sōdan-shitsu"  |
| 2007 | Wink Up     | "Tenka Hashimoto no Tenka Press" |
| 2010 | Nicky       |                                  |